# Gibson Hummingbird
Gibson Hummingbird (читається «Гібсон гаммінгберд») — легендарна акустична гітара компанії Gibson, яка вперше була представлена у 1960 році. Це була перша гітара Gibson з корпусом Dreadnought («квадратними плечима»). Гітара дуже швидко стала іконою лінійки акустичних гітар Gibson і улюбленою моделлю таких зірок, як Грем Парсонс і Кіт Річардс (гурт The Rolling Stones).

## Модель

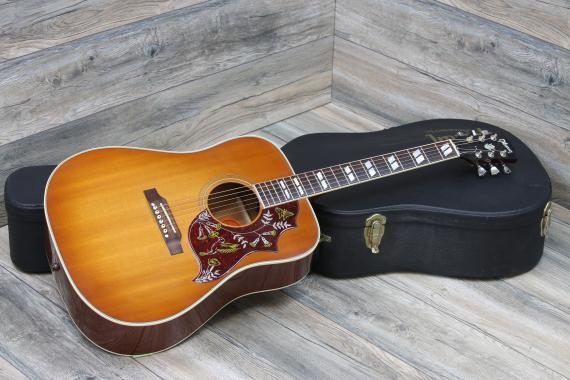
Акустична гітара Gibson Hummingbird

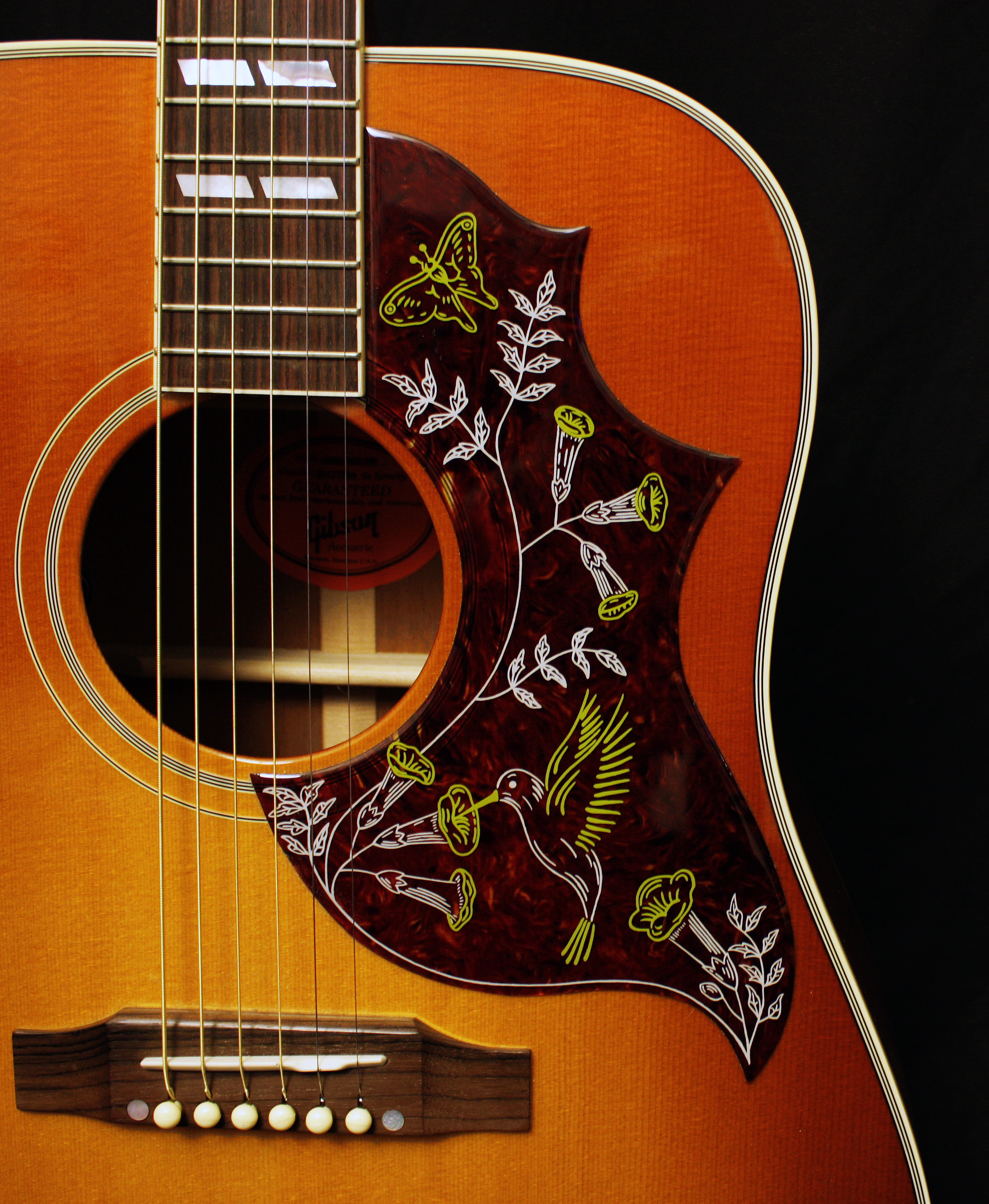
Наклейка Gibson Hummingbird з візерунком у вигляді колібрі

Hummingbird (з англ. — «колібрі») чудово підходить для будь-якого стилю гри, захоплюючи потужними і повнозвучними акордами в першій позиції, при цьому hummingbird здатен звучати м'яко і проникливо для виконання мелодичних пасажів. Цей інструмент вписується в будь-які жанри музики, чи то кантрі, чи рок.
Сучасний Gibson Hummingbird виробляється за оригінальними специфікаціями 1960 року, і дотепер залишається однією з найкращих і затребуваних акустик у світі.

### Матеріал
Нижня дека, обичайка і гриф у Hummingbird виготовлені з махагоні, топ-деки з ялини, накладка на гриф — з палісандру, мензура — 24,75', кілочки — Nickel Grover.

### Hummingbird PRO
Електроакустична версія Hummingbird, яка має звукознімач і темберблок.

## Версія Epiphone

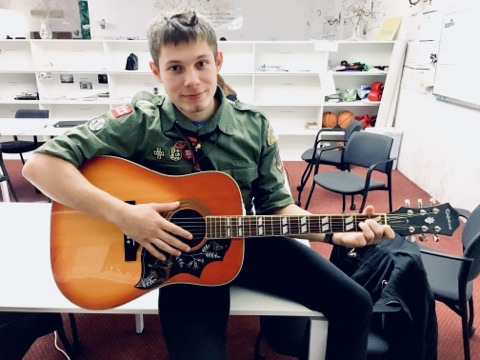
Український пластун (скаут) з Epiphone Hummingbird PRO

Epiphone, дочірня компанія Gibson Guitar Corporation, випустила власну версію Epiphone Hummingbird PRO у 2012 році. Компанія виробляє гітари в Індонезії.